# Castelo de Rothiemay
O Castelo de Rothiemay (em inglês:  Rothiemay Castle) foi um castelo localizado em Rothiemay, Moray, Escócia.

## História
Vindo da Balvenie House, Willian Duff, Lorde de Braco (1696-1763), tomou posse de Rothiemay em 1741 e tornou-se o principal residente até à sua morte. A sua grande família foi trazida para o castelo, tendo a sua mulher vivido lá até à data de sua morte em 1788. Ele foi o grande impulsionador de um vasto programa de melhoramentos paisagísticos e melhorias das políticas do castelo, que levou à construção de um grande parque e jardins.
Em 1780 uma tempestade causou grandes estragos no castelo. Uma extensa reconstrução foi levada a cabo em 1788 pelo 2º Conde de Fife, James Duff (1729-1809), mantendo um estilo escocês clássico.
Trabalhos posteriores seguiram-se por volta de 1796, demolindo as partes mais antigas do edifício e três linhas de árvores foram plantadas à volta do castelo.
O Major Tayler obteve uma licença em 1809 para realizar algumas alterações e acrescentos. Em 1901, o Coronel Forbes adicionou um estilo mais baronial com a construção de uma torre. O Castelo Rothiemay foi demolido em 1964, sendo construído nos arredores a Rothiemay House em 1968.
Encontra-se classificada na categoria "A" do "listed building" desde 14 de outubro de 1976.

## Estrutura
A parte mais antiga da estrutura é provavelmente a parte este, datando do final do século XV; a parte sul é provavelmente datada do final do século XVII; mas o castelo foi alvo de muitas modificações e é muito dificil identificar os trabalhos dos diferentes períodos.
Existe um moinho, que foi mencionado pela primeira vez em 1492, bem como um grande forno com teto de pedra.